# Окунінуші
Окунінуші (яп. 大国主, О:кунінуші, «Правитель великої країни»), також відомий як Онамудзі — головне божество племінного союзу Ідзумо. Після того, як союз підкорився уряду Ямато, Окунінуші включили в міфологію шинто як божество, що спочатку керувало Японією, але поступилося своїми землями божеству Ямато, Аматерасу. Також відомий під іменами Оонамудзі, Асіхарасікоо, Ятіхоко і Уцусікунідама.
Перекази про Окунінуші належать до Ідзумського міфологічного циклу. Він розповідає про те, як предок Окунінуші (за деякими відомостями — його дід), божественний герой Сусаноо, брат богині Аматерасу, був вигнаний із Вищих Небесних полів на землю, а також як він та його нащадки почали облаштовувати Японію. Окунінуші та її героїчні дії грають жодну з центральних ролей у цих міфах. Окунінуші першим навчився вирощувати просо та рис, він був зачинателем шовківництва, ткацтва та медицини.

## Життєпис

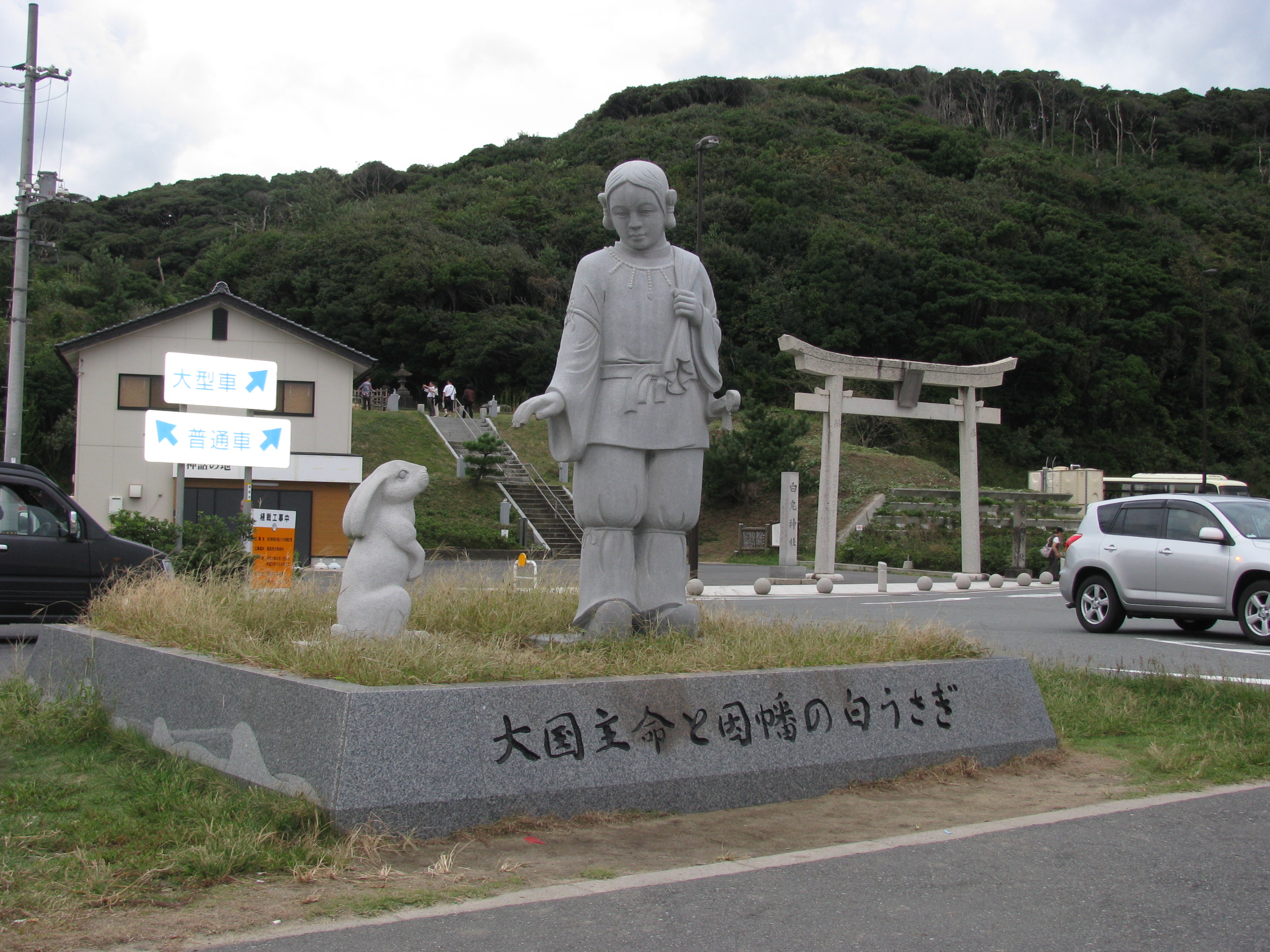
Заєць з Інаби та Окунінусі. Пам'ятник у храмі Хакуто Дзіндзя

Кодзікі розповідає, що коли Окунінусі був молодим, він та його вісімдесят братів вирушили свататися до красуні Ягаміхіме. Зустрівши на шляху голого зайця, брати Окунінусі наказали йому поринути у морську воду і потім лягти на високу скелю. Внаслідок цього, коли сіль із морської води висохла, шкіра зайця потріскалася. Окунінусі, який іщов слідом за своїми братами, навчив зайця, як йому зцілитися. Завдяки доброті виявленій стосовно зайця, Ягаміхіме відмовила всім братам і заявила, що стане дружиною Окунінусі. Тоді брати вирішили вбити Окунінусі. Вперше вони запропонували йому зловити кабана, під виглядом якого скинули розпечений камінь. Вдруге бога розчавили в розщелині дерева. Обидва рази мати Окунінусі воскрешала сина. Щоб розібратися з братами, Окунінусі довелося вирушити по допомогу до Сусаноо. У житлі Сусаноо Окунінусі зустрів його дочку, Сусерібіме і побрався з нею. Попри почуття своєї доньки, сам Сусаноо кілька разів намагався вбити свого гостя. Тому Окунінусі довелося тікати, взявши із собою Сусерібіме, а також вкрадені у Сусано чарівні лук і меч. Наздогнавши втікача, Сусаноо навчив його як за допомогою лука і меча вбити братів і передбачив, що Окунінусі стане правителем Японії. Проте, зажадав, щоб Окунінусі зробив Сусерібіме своєю головною дружиною. Позбавившись братів, Окунінусі взяв за дружину Ягаміхіме і згодом побрався з низкою інших богинь. Однак, як і наказав Сусаноо, Сусерібіме залишилася його головною дружиною.
Згодом Окунінусі зустрів бога Сукуна Бікона. Як виявилося, це була дитина Камімусу-бі-но камі. За наказом Камімусу, Окунінусі і Сукуна стали братами і разом взялися за створення країни. Після завершення створення країни Сукуна пішов у країну вічного життя. Слідом за ним помічником Окунінусі став якийсь бог, що живе на горі Міморо-яма. В обмін на допомогу у підтримці країни він зажадав належного поклоніння собі. Після того як Окунінусі створив країну, Аматерасу вирішила, що керувати нею повинна її дитина. Спочатку для підкорення країни послали Аме-но-хохі-но-камі. Проте, він одразу ж увійшов у милість до Окунінусі і три роки не подавав про себе жодних звісток. Слідом за ним на землю послано Аме-но-вакахіко. Цей посланець Аматерасу побрався з дочкою Окунінусі і жодних звісток про нього не було вісім років. Розібратися в тому, що відбувалося, послали фазана Накіме, якого Вакахіко підстрелив, прийнявши за поганого птаха. Нарешті, на землю вирушили боги Аме-но-торіфуне-но камі і Такемікадзуті-но камі. Їм вдалося зустрітися з Окунінусі та двома його синами. Перший син відразу погодився поступитися країною, другий лише після дуелі з Такемікадзуті. Почувши що його сини згодні з вимогою Аматерасу, Окунінусі погодився поступитися своєю країною її нащадку, вимагаючи за це, щоб йому побудували нові покої і відповідним чином вшановували.
В «Описі звичаїв і природи провінції Ідзумо» можна знайти іншу версію створення країни Окунінусі. Відповідно до цієї версії Окунінусі виявив, що країна Ідзумо вузька, як смужка полотна. Дивлячись на частини сусідніх земель він почав роздумувати чи не зайві вони і щоразу вирішував, що зайві. Після цього бог брав заступ «широкий і плоский, як груди молодої дівчини», відрубував частину суші, що сподобалася йому, і підтягував її до Ідзумо. Однак, у Кодзікі цей міф не згадується.

## Дружини та діти
- Сусерібіме, дочка Сусаноо, стала першою та головною дружиною Окунінусі. Бувши головною дружиною, вона дуже ревнувала до решти дружин.
- Ягамі-хіме народила Окунінусі Ко-но-мата-но камі (Бога Розвилки Дерева), також відомого як Мії-но камі (Бог Священного Колодязя). Зі страху перед головною дружиною Окунінусі, Сусерібіме, Ягамі-хіме сховала свою дитину в розвилку дерева. Саме завдяки цій події, дитя й отримало своє ім'я.
- Нунакава-хіме (Діва з Нунакава) стала третьою дружиною Окунінусі.
- Дружина Такірі-біме-но мікото (Діва — Богиня Туману), що мешкає в палаці Окіцумія в Мунаката, народила Окунінусі Адеїсікітака-хіконе-но камі (Юнака — Високого Бога Плугів). Після цього Окунінусі побрався з молодшою сестрою Такірі, відомою під іменами Така-хіме-но мікото (Діва — Висока Богиня) і Сітате-ру-хіме-но мікото (Діва — Богиня, Що Світиться Нижче). Від неї народився Адеїсікітака-хіконе-но камі, нині відомий як Камо-но оо-мі-камі (Великий Священний Бог Камо).
- Дружина Камуятата-хіме-но мікото (Діва — Богиня Божественних Стріли та Щита) народила Окунінусі Котосіранусі-но камі (Бога-Оракула).
- Дочка Ясимамудзі-но камі (Бога — Власника Восьми Островів), Торимімі-но камі (Богиня — Пташине Вушко), народила Окунінусі Торінарумі-но камі (Бога Моря Птахів, що Кричать).
- Хінатерінукатабі-тіоікоті-но камі (Богиня, що Освітлює Сільські Місцевості в Нуката) народила Окунінусі Куніосітомі-но камі (Бога Рясних Багатств Країни).
- Від Асінадака-но камі (Богині Тростинних Висот), або Ягахае-хіме (Діви Безлічі Цвітінь), народився Хаяміка-но-такесахая-даїнумі-но камі (Бог Швидкий Страхітливий Хоробрий Правитель із Сахая).
- Від Сакітама-хіме (Діви Щасливої Перлини), дочки Аме-но-міканусі-но камі (Бога — Небесного Страшного Правителя), народився Міканусі-хіко-но камі (Юнак — Бог Страхітливий Правитель).
- Від Хінарасі-хіме (Діви Рівного Вогню), дочки Окамі-но камі (Бога-Дракона), народився Тахірікісімарумі-но камі (Бог — Дух із Кідзіму).
- Ікутама-сакітама-хіме-но камі (Діва — Богиня Животворної Перлини, Щасливої Перлини), дочка Хіхірагі-но-соноханамадзумі-но камі (Бога Рідкісних Квітів Запашного Чагарника), народила Окунінусі Міронамі-но.
- Аонумауманумаосі-хіме (Діва Болот з Нуносі), дочка Сакіяманусі-но камі (Бога — Правителя Східчастих Гір), народила Нунооситоміторінарумі-но камі (Бога Моря Птахів, що Кричать у Нуносі).
- Вака-цукусіме-но камі (Юна Богиня з Цукусі) народила Аме-но-хібараоосинадомі-но камі (Бога — Сонячне Черево з Великого Сінадо).
- Тооцуматіне-но камі (Богиня Далекого Маті), дочка Аме-но-сагірі-но камі (Бога Небесних Туманів в Ущелинах), народила Тооцуямасакітарасі-но камі (Бога Далекого Ямасакі).